# Mercedes-EQ
Mercedes-EQ ist eine 2016 geschaffene Submarke zu Mercedes-Benz des Automobilherstellers Mercedes-Benz AG. Das Unternehmen nannte EQ eine Produkt- und Technologiemarke. Darüber hinaus werden auch die Elektro-Fahrzeuge von Smart als Smart EQ bezeichnet. EQ ist eine Zusammensetzung (Kofferwort) von Emotion und IQ. So lautet der zugehörige Slogan „Electric Intelligence“. Die Bezeichnung „electric drive (ED)“, die seit 2009 bei Smart und 2014 in der B-Klasse die vollelektrischen Varianten kennzeichnete, wurde etwa 2018 abgelöst.
Das Angebot von Mercedes-EQ soll neben allen künftigen, elektrisch angetriebenen Automobilen von Mercedes-Benz auch dazugehörige Produkte und Dienstleistungen umfassen. Das Kürzel EQ verwendet der Hersteller auch in EQ Power, das für die Elektro- und Plug‑in‑Hybrid‑Technologie von Mercedes‑Benz stehen soll, sowie für die thematisch passende App EQ Ready zur Elektromobilität.
Die mehrere 100 kg schweren Akkupakete für EQ-Fahrzeuge stammen aus der Fabrik der Deutschen Accumotive in Kamenz, einer Tochter der Mercedes-Benz Group. Die verwendeten Lithium-Ionen-Akkumulator-Zellen werden von meist koreanischen Produzenten zugekauft, obwohl Daimler bis 2015 ebenfalls in Kamenz mit Li-Tec Battery einen eigenen Zellhersteller besaß, und 2009 auch von Tesla einkaufte, wobei die Zellen von ehemaligen Mietfahrzeugen seit 2016 in Batterie-Speicherkraftwerken in einem „zweiten Leben“ weitergenutzt werden. 2021 arbeitete Mercedes-Benz auch an Festkörperbatterien.

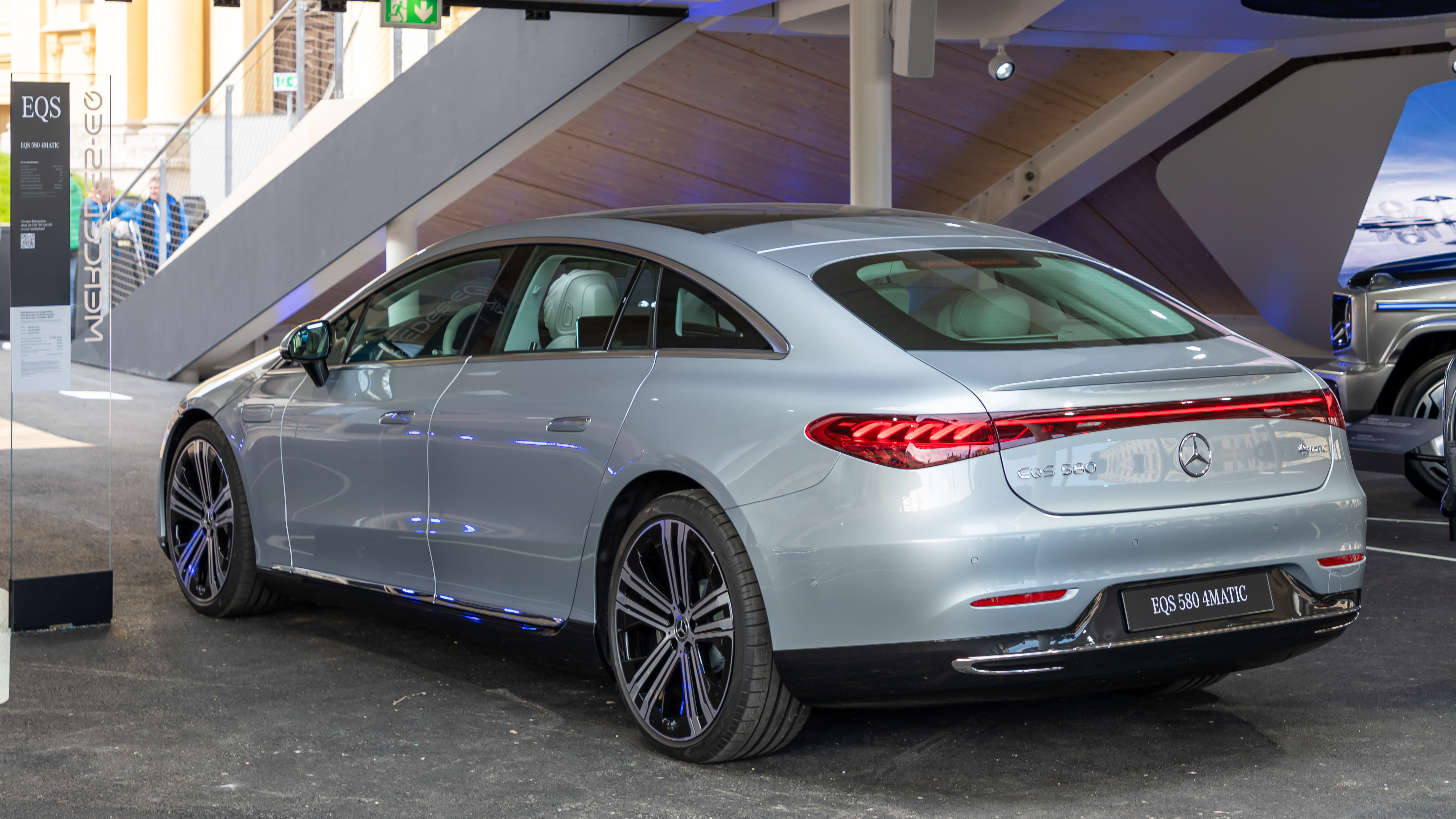
Das Flaggschiffmodell EQS

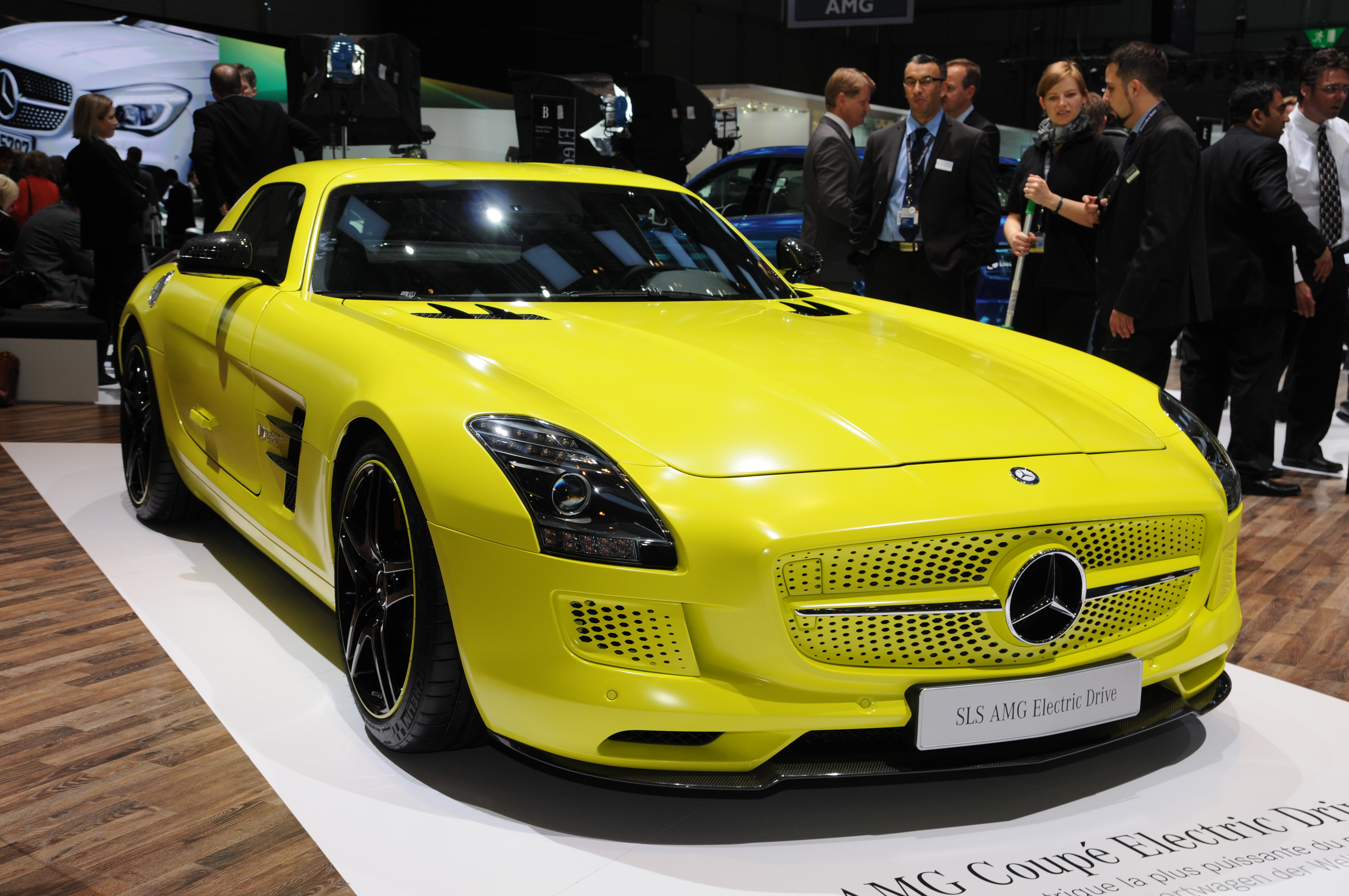
Mercedes-Benz SLS AMG Electric Drive

Auch die Submarke Mercedes-AMG hatte schon ein Elektroauto im Programm. Der mit Flügeltüren ausgestattete und in Neon-Farben lackierte Mercedes-Benz SLS AMG Electric Drive wurde 2013 in Kleinserie produziert. Allradantrieb über vier Smart-Elektromotoren mit zusammen 552 kW (751 PS) ermöglichten eine Beschleunigung von 0–100 km/h in 3,9 Sekunden.
Die Submarke Mercedes-EQ wurde im Oktober 2024 in die Zusatzbezeichnung mit EQ-Technologie hinter dem Modellnamen überführt. Den Anfang machte der G 580 mit EQ-Technologie.

## Konzeptfahrzeuge

### Concept EQ
Auf dem Pariser Autosalon 2016 wurde der Concept EQ präsentiert. Er ist ein rein elektrisch angetriebenes Konzeptfahrzeug in Form eines SUV-Coupés mit permanentem Allradantrieb. Es hat zwei Elektromotoren mit bis zu 300 kW Systemleistung, abhängig von den skalierbaren Batteriekomponenten. Die Reichweite wird mit bis zu 500 Kilometern angegeben. Daimler bezeichnet dieses Fahrzeug als „Vorbote“ seiner neuen Marke.

### Concept EQA
Der Concept EQA wurde auf der IAA 2017 vorgestellt. Er ist ein rein elektrisch angetriebenes Konzeptfahrzeug der Kompaktklasse mit permanentem Allradantrieb. Es hat zwei Elektromotoren mit über 200 kW Systemleistung. Die Reichweite beträgt je nach installierter Batteriekapazität bis 400 Kilometer. Die Batterie wird von der Daimler-Tochter Deutsche Accumotive produziert, es ist eine Lithium-Ionen-Batterie mit Pouch-Zellen.

### Concept EQV
2019 wurde auf dem Genfer Auto-Salon der Concept EQV vorgestellt, laut Daimler die erste rein batterieelektrisch angetriebene Großraumlimousine im Premium-Segment. Auf dessen Basis ist ein Serienmodell geplant, das auf der IAA 2019 präsentiert werden soll.

### Vision EQS
Auf der IAA 2019 wurde der Vision EQS vorgestellt, welcher ein Elektrofahrzeug auf Basis der S-Klasse darstellen soll und voraussichtlich 2021 in Serie gehen wird.

### Concept EQT
Im Mai 2021 wurde mit das Concept EQT vorgestellt. Es gibt einen Ausblick auf einen batterieelektrisch angetriebenen Citan, der 2022 in den Handel kommen soll.

### Concept EQG
Anlässlich der IAA im September 2021 wurde das Concept EQG vorgestellt. Es basiert auf der G-Klasse und soll in Serie ab 2024 gebaut werden.

### Maybach EQS SUV Concept
Ebenfalls auf der IAA 2021 wurde das Maybach EQS SUV Concept vorgestellt. Es nimmt das Design eines zukünftigen batterieelektrisch angetriebenen SUV, das auch als Maybach vertrieben werden soll, vorweg.

### Vision EQXX
Im Januar 2022 wurde das Konzeptfahrzeug Vision EQXX vorgestellt. Der Prototyp hat einen Luftwiderstandsbeiwert (cw) von 0,17, wozu ein eingezogenes Heck, ein ausfahrbarer zweiteiliger Diffusor, Air Curtain, Air Breather und diverse weitere Maßnahmen beitragen. Zusammen mit Batterieinnovationen und Leichtbaumaßnahmen soll ein Stromverbrauch von unter 10 kWh pro 100 km möglich sein. Der Akku mit einem Energieinhalt von rund 100 kWh soll eine Reichweite von 1000 km schaffen. Dazu ist der Antrieb auf bis zu 180 kW (245 PS) und eine Geschwindigkeit von 140 km/h ausgelegt. Das Solardach soll 250 Watt leisten, das Display von A-Säule zu A-Säule ist durch einzelne Ansteuerung der LEDs besonders sparsam.

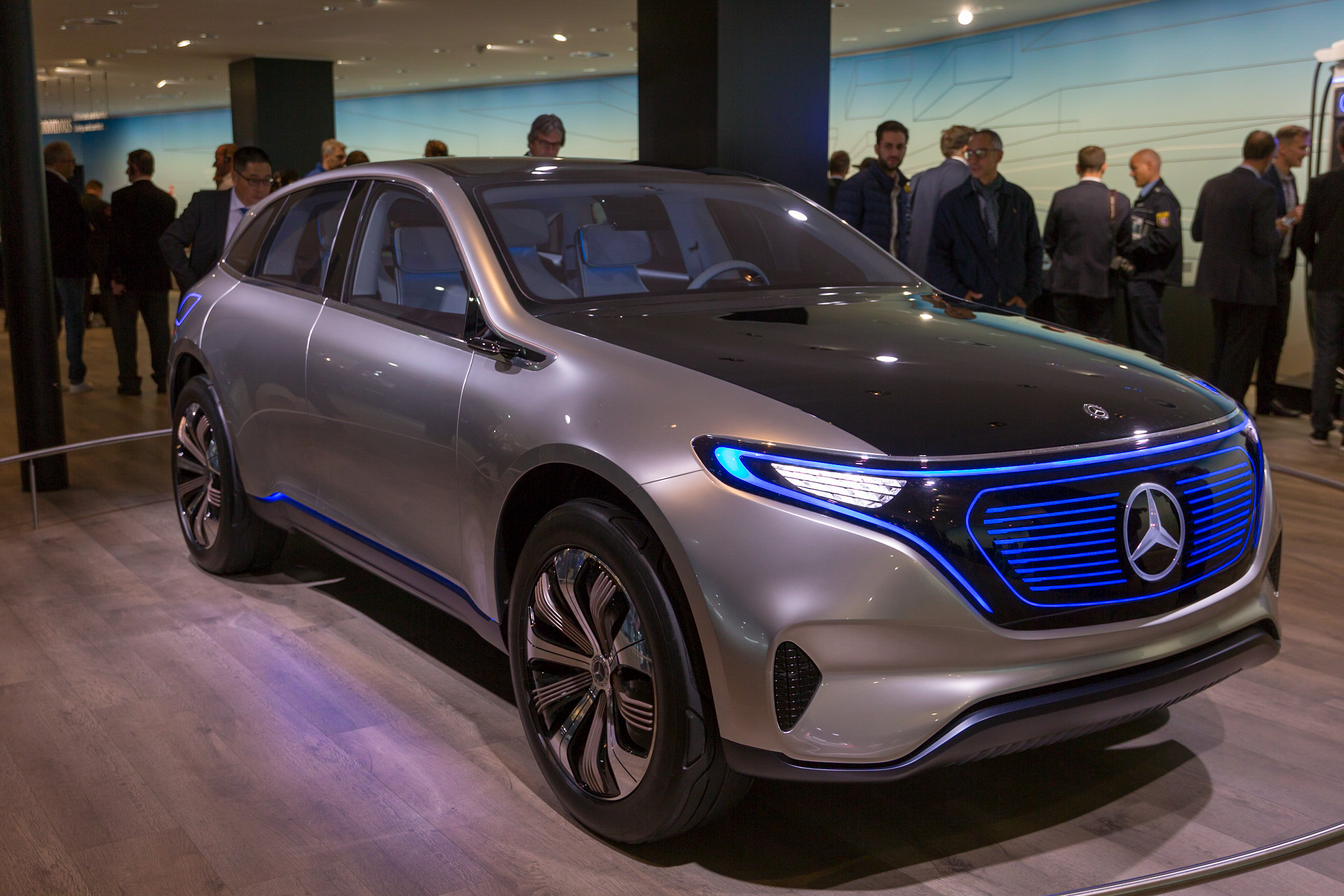
Mercedes-Benz Concept EQ
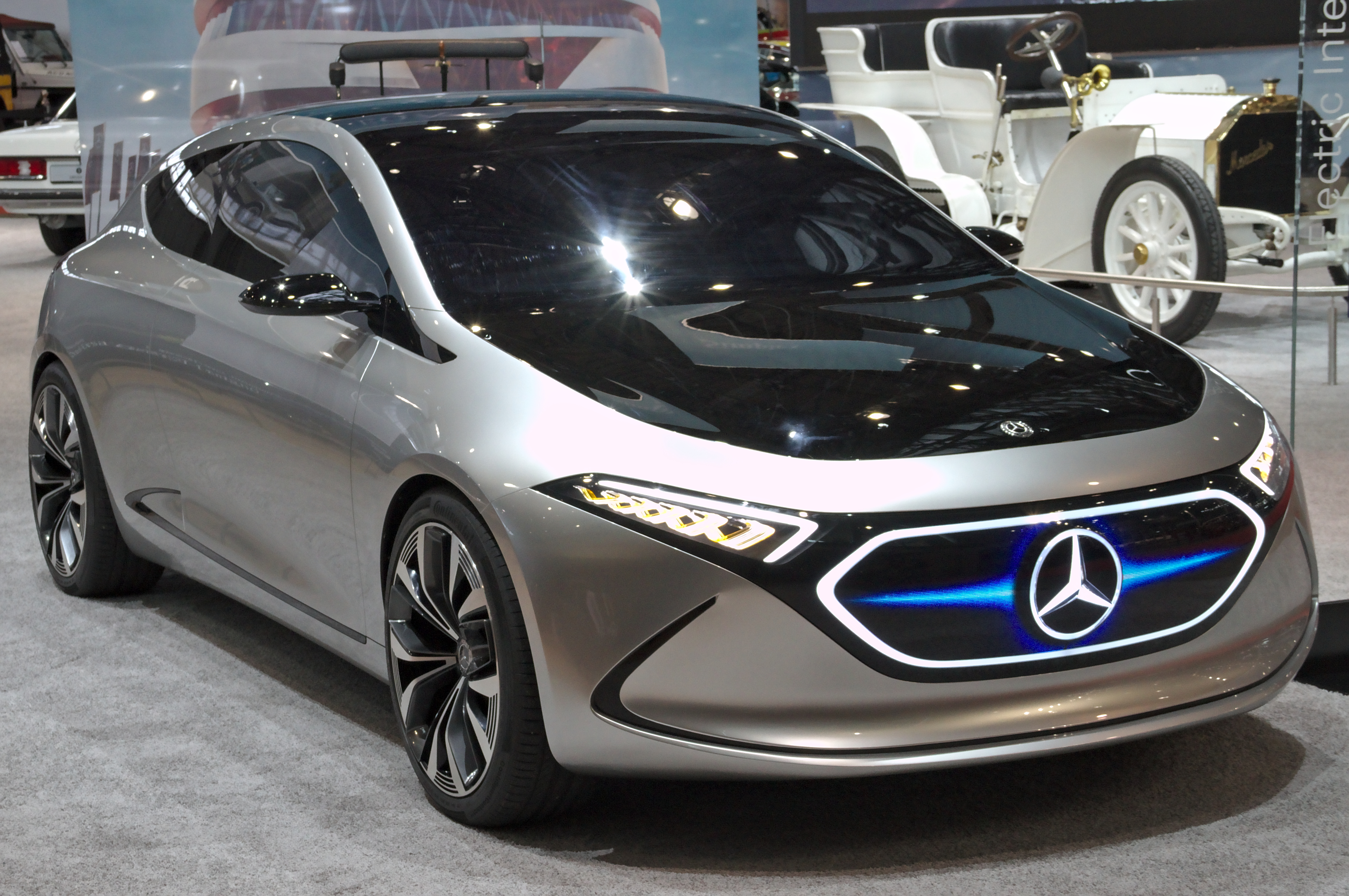
Mercedes-Benz Concept EQA
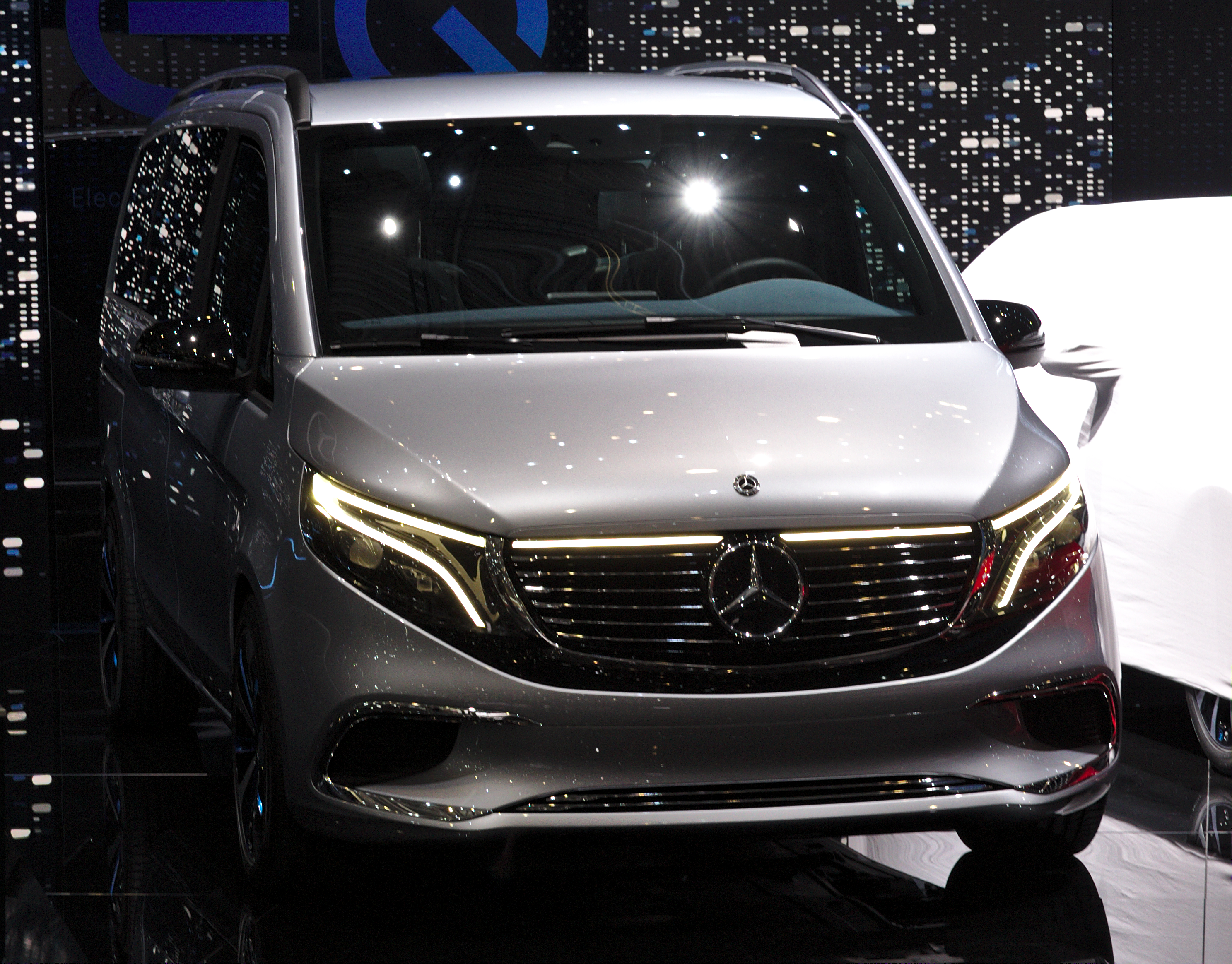
Mercedes-Benz Concept EQV
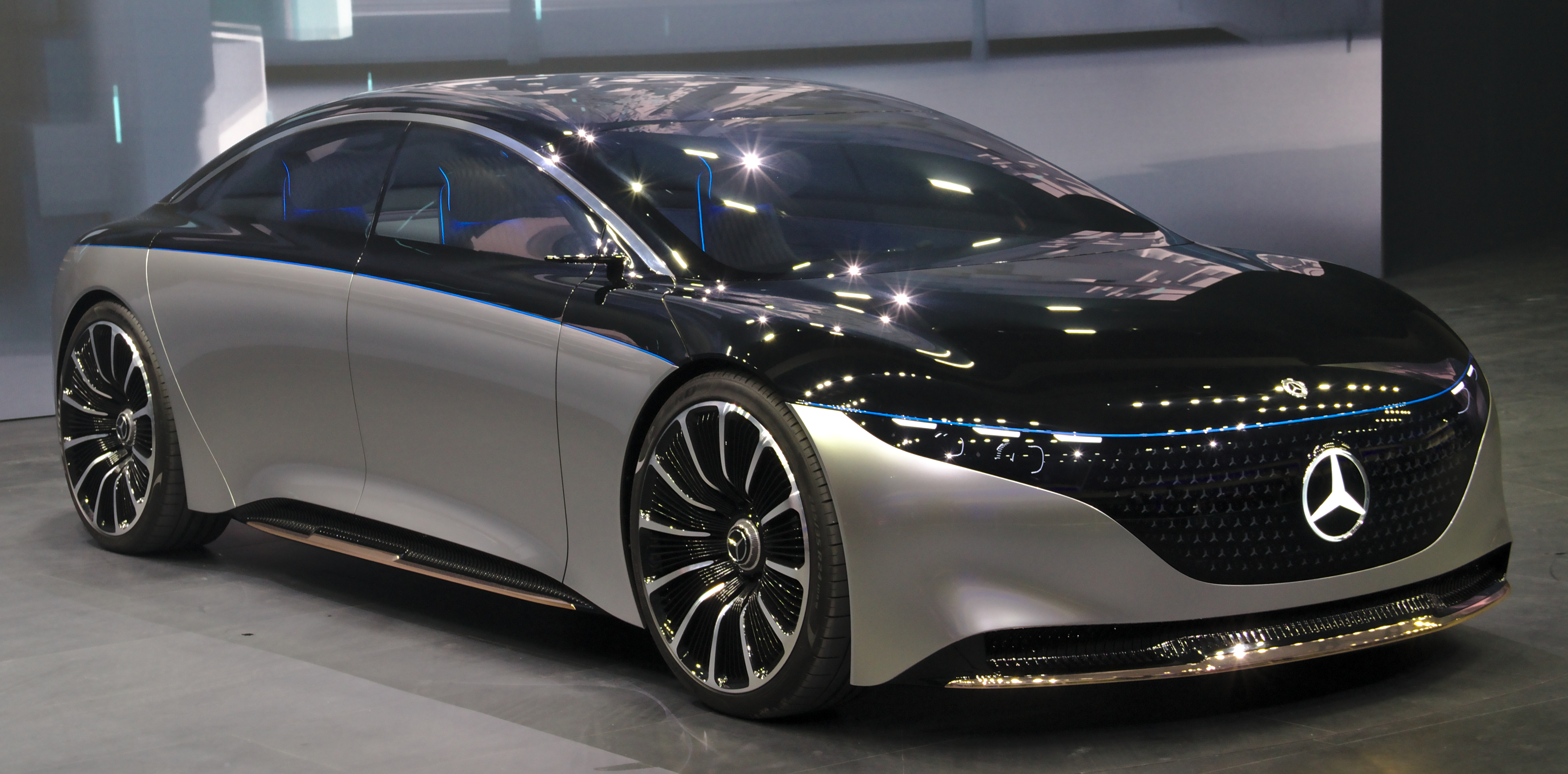
Mercedes-Benz Vision EQS
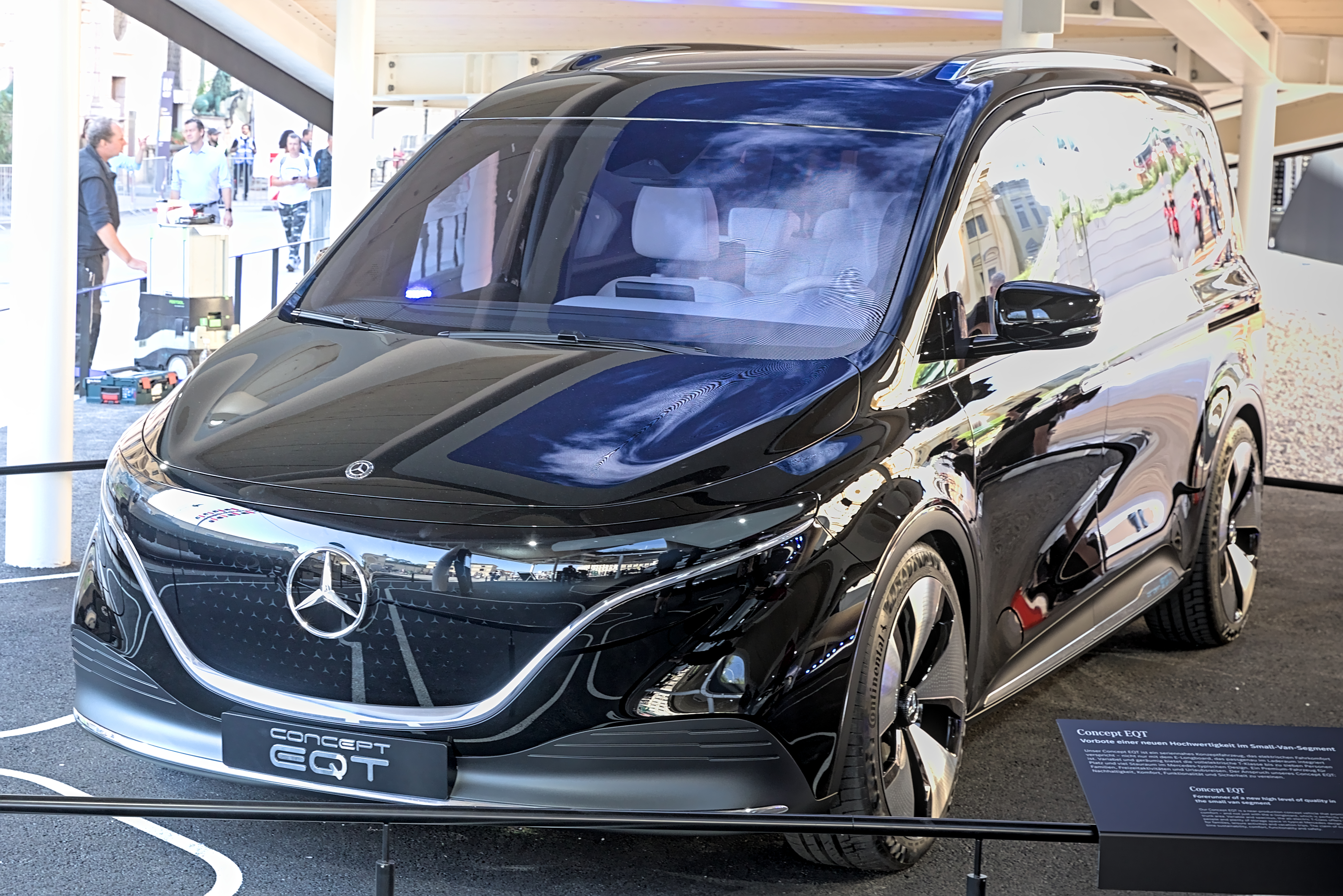
Mercedes-EQ Concept EQT
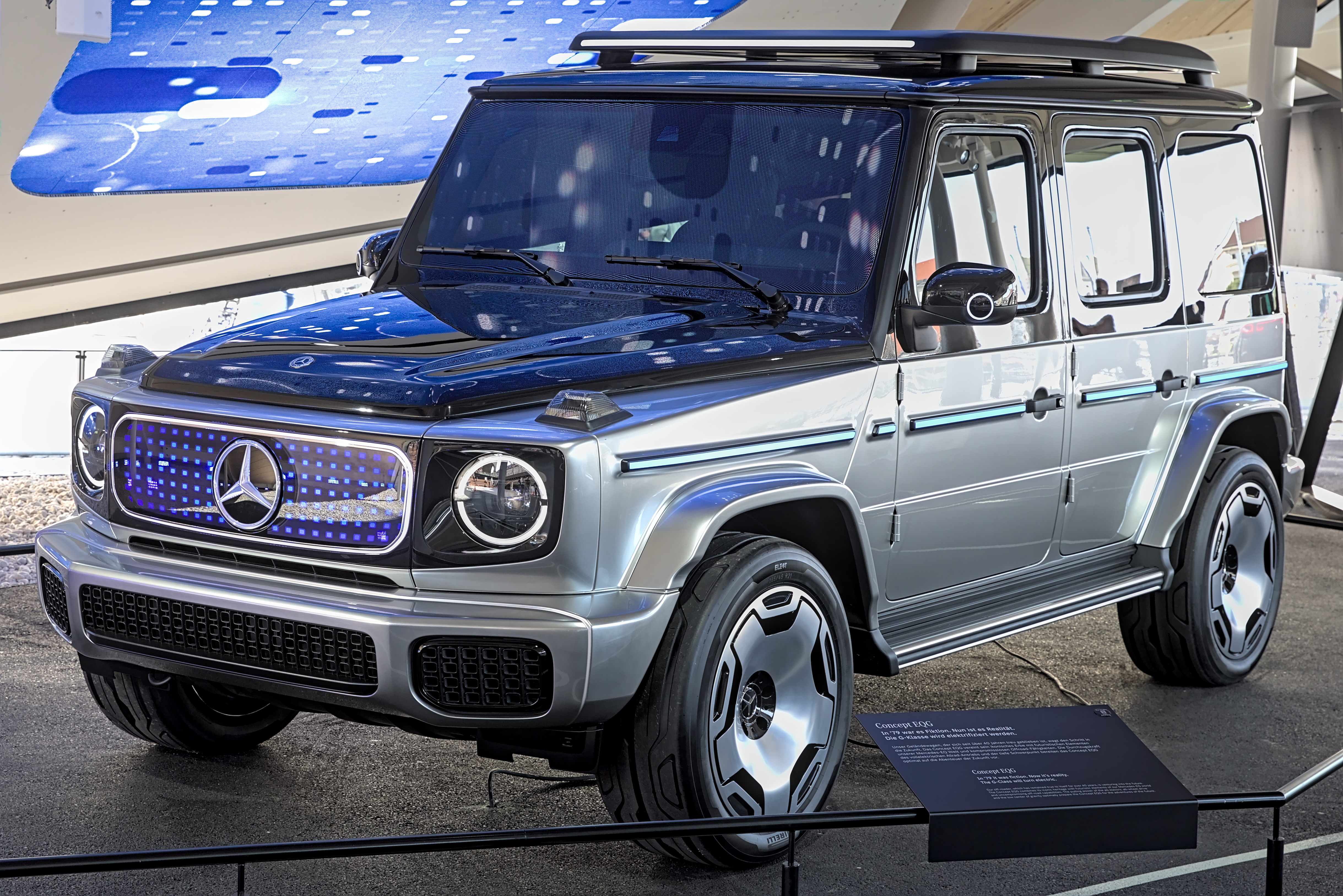
Mercedes-EQ Concept EQG
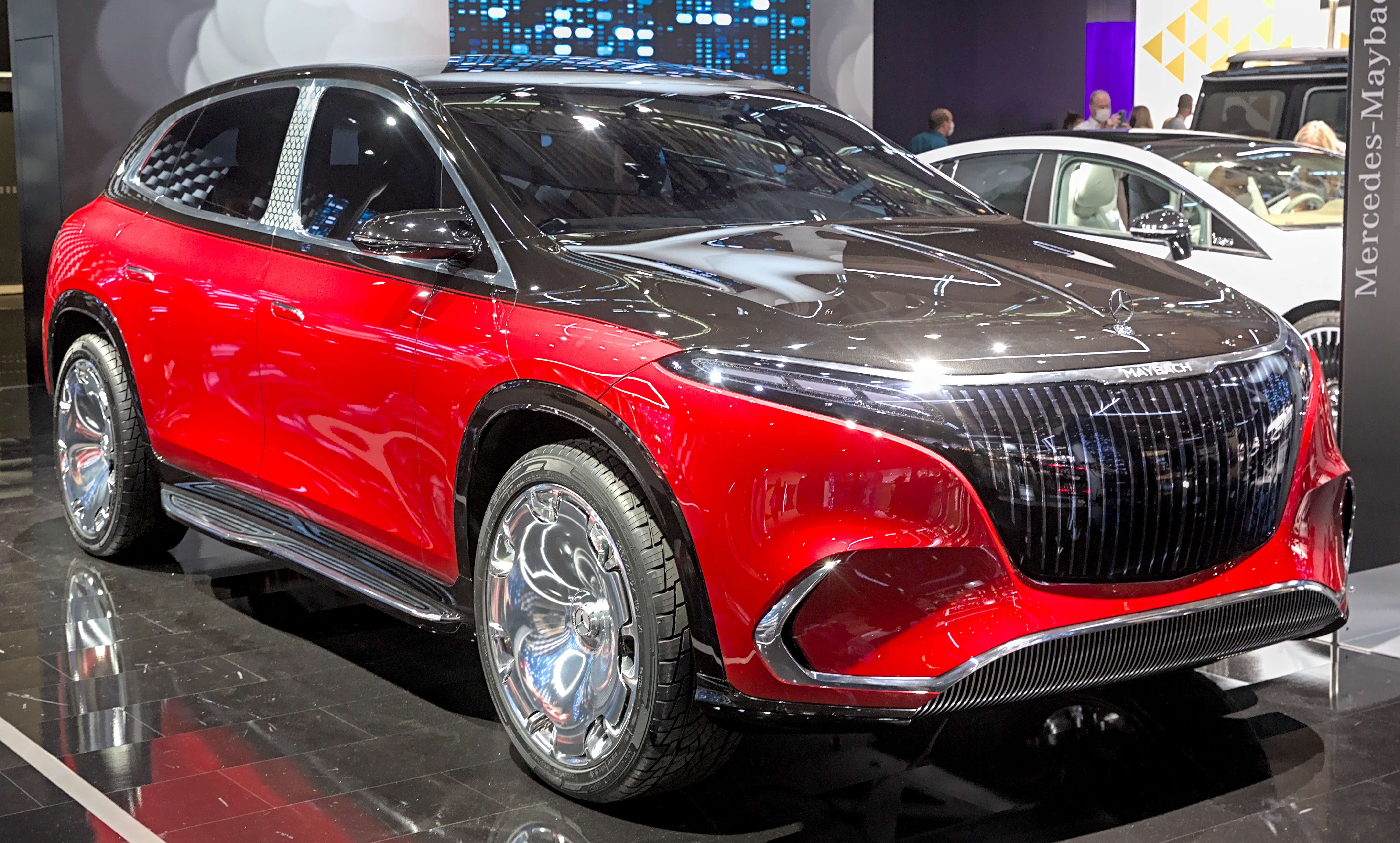
Mercedes-Maybach Concept EQS
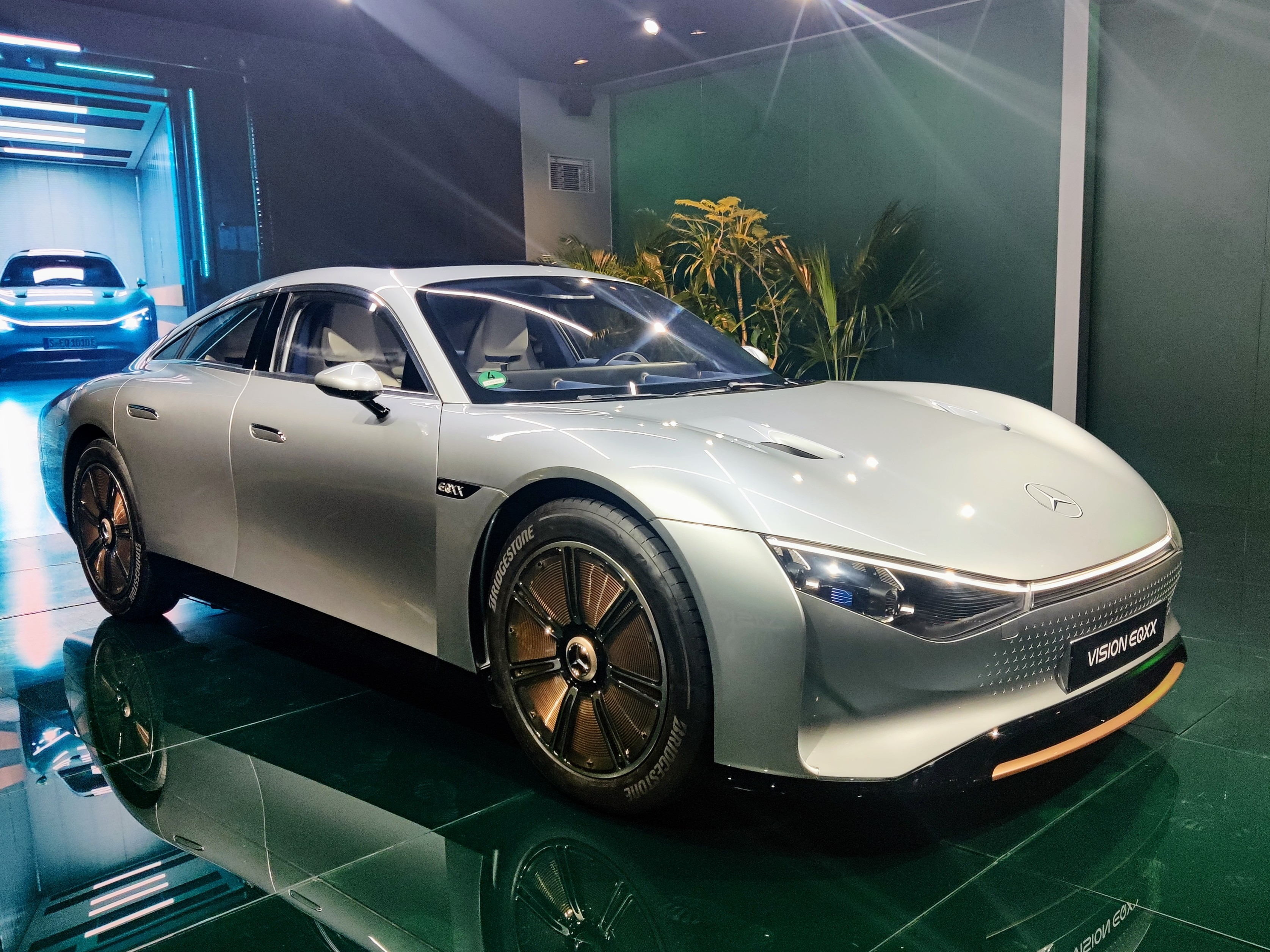
Mercedes-Benz Vision EQXX

## Modelle

### smart EQ fortwo / smart EQ forfour
Bei der Mercedes-Benz-Schwestermarke smart war bereits ab 2012 der im Werk in Hambach produzierte Smart fortwo als vollelektrische Variante erhältlich, bis 2017 electric drive (ED) genannt. Ab 2014 gab es einen Smart forfour, der von Renault in Slowenien gebaut wurde. Nach Wiederaufnahme der elektrischen Varianten 2017 und deren Umbenennung in EQ 2018 wurden die Modelle mit Verbrennungsmotor eingestellt und ab dem Facelift 2020 nur noch die vollelektrischen Modelle produziert. Damit hat Smart als erster Hersteller den Übergang zur rein elektrischen Marke vollzogen.

### EQA
Im Januar 2021 wurde das SUV EQA auf Basis des GLA vorgestellt. Dessen Produktion startete im Dezember 2020 im Werk Rastatt; die Auslieferung an Kunden wird für März / April 2021 erwartet. Ursprünglich sollte die Produktion im Werk Hambach in Lothringen stattfinden, doch im Juli 2020 gab Daimler seine Absicht bekannt, diese Fabrik zu verkaufen.

### EQB
Am 18. April 2021 wurde in Shanghai das SUV EQB vorgestellt, das EQA-Technik mit GLB-Abmessungen und bis zu 7 Sitzen vereint.

### EQC
2019 kam als erstes Serienmodell das auf dem Concept EQ basierende SUV EQC auf den Markt. Es wurde im Werk Bremen und bei Beijing Benz Automotive in Peking auf der Basis des Mercedes GLC produziert.
Am 4. September 2018 wurde das Modell in Stockholm der Öffentlichkeit vorgestellt und technische Daten veröffentlicht.

### EQE
Als Modell der oberen Mittelklasse wurde im September 2021 auf der IAA die Stufenheck-Limousine EQE vorgestellt. Sie hat eine Reichweite von über 600 km und wird seit 2022 in Bremen und Peking produziert.

### EQE SUV
Das 4,86 Meter lange SUV auf Basis des V 295 wurde am Vorabend des Pariser Autosalons im Musée Rodin im Oktober 2022 vorgestellt. Wie der größere EQS SUV wird das Fahrzeug im US-amerikanischen Mercedes-Benz-Werk Tuscaloosa hergestellt.

### EQS
Als Serienmodell des Mercedes-Benz Vision EQS wurde am 15. April 2021 das Oberklasse-Modell EQS vorgestellt. Die Produktion erfolgt gemeinsam mit der S-Klasse in der Factory 56 im Mercedes-Benz Werk Sindelfingen.

### EQS SUV
Am 19. April 2022 wurde das 5,13 Meter lange SUV auf Basis des V 297 präsentiert. Das bis zu siebensitzige Fahrzeug wird seit August 2022 im US-amerikanischen Mercedes-Benz-Werk Tuscaloosa gebaut. Der 2021 vorgestellte Mercedes-Maybach EQS SUV Concept ist das vorausgegangene Konzeptfahrzeug der Baureihe.

### EQT
Auf Basis der T-Klasse wurde am 2. Dezember 2022 der elektrisch angetriebene EQT vorgestellt. 2023 folgt er auch in einer Langversion.

### EQV
Im Frühjahr 2019 hat Mercedes die elektrische V-Klasse vorgestellt. Sie wird unter den Namen EQV angeboten. Es handelt sich um eine Großraumlimousine mit bis zu 8 Sitzplätzen.
Das Modell ist zusätzlich als Kleintransporter unter der Bezeichnung eVito erhältlich.

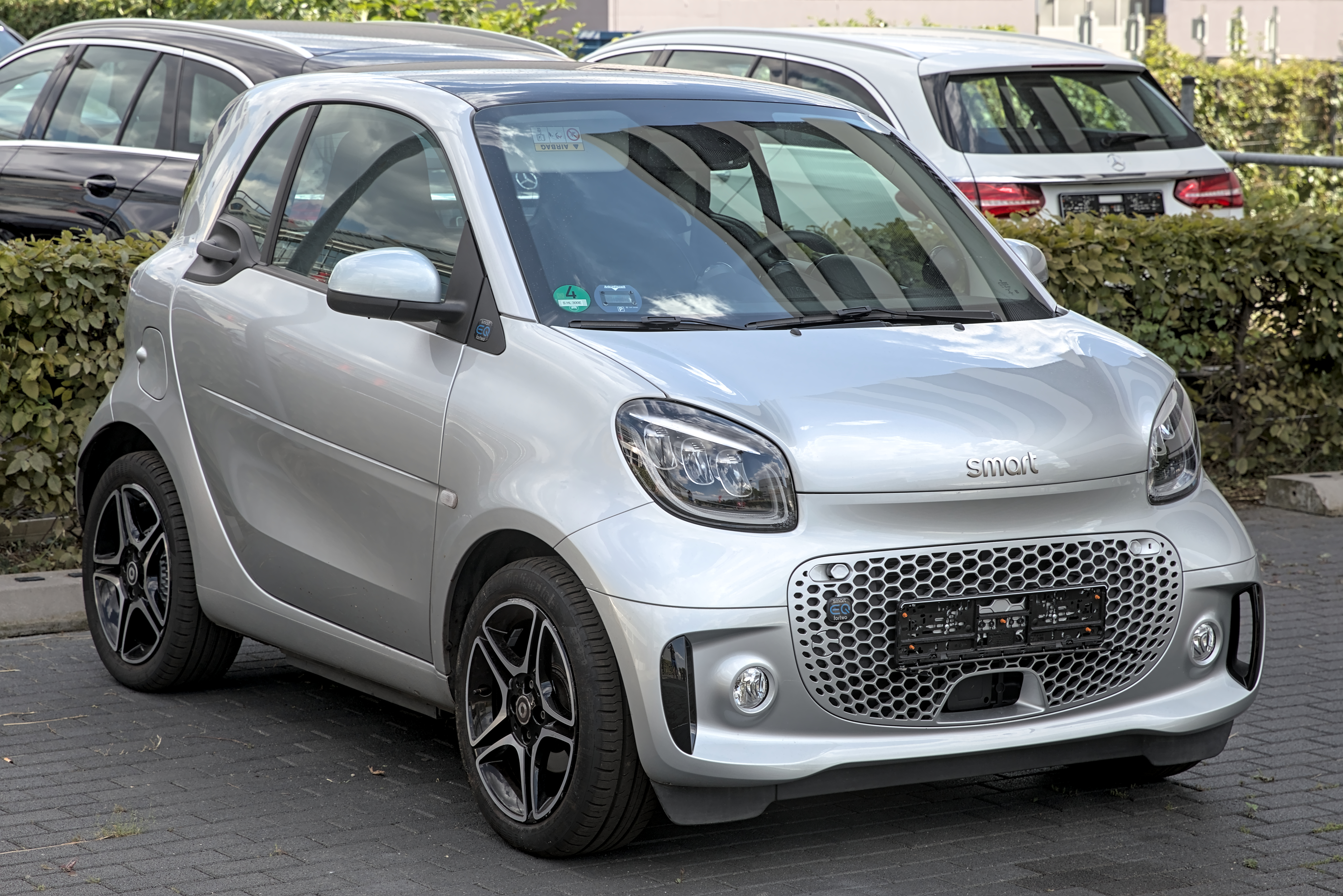
Smart EQ fortwo
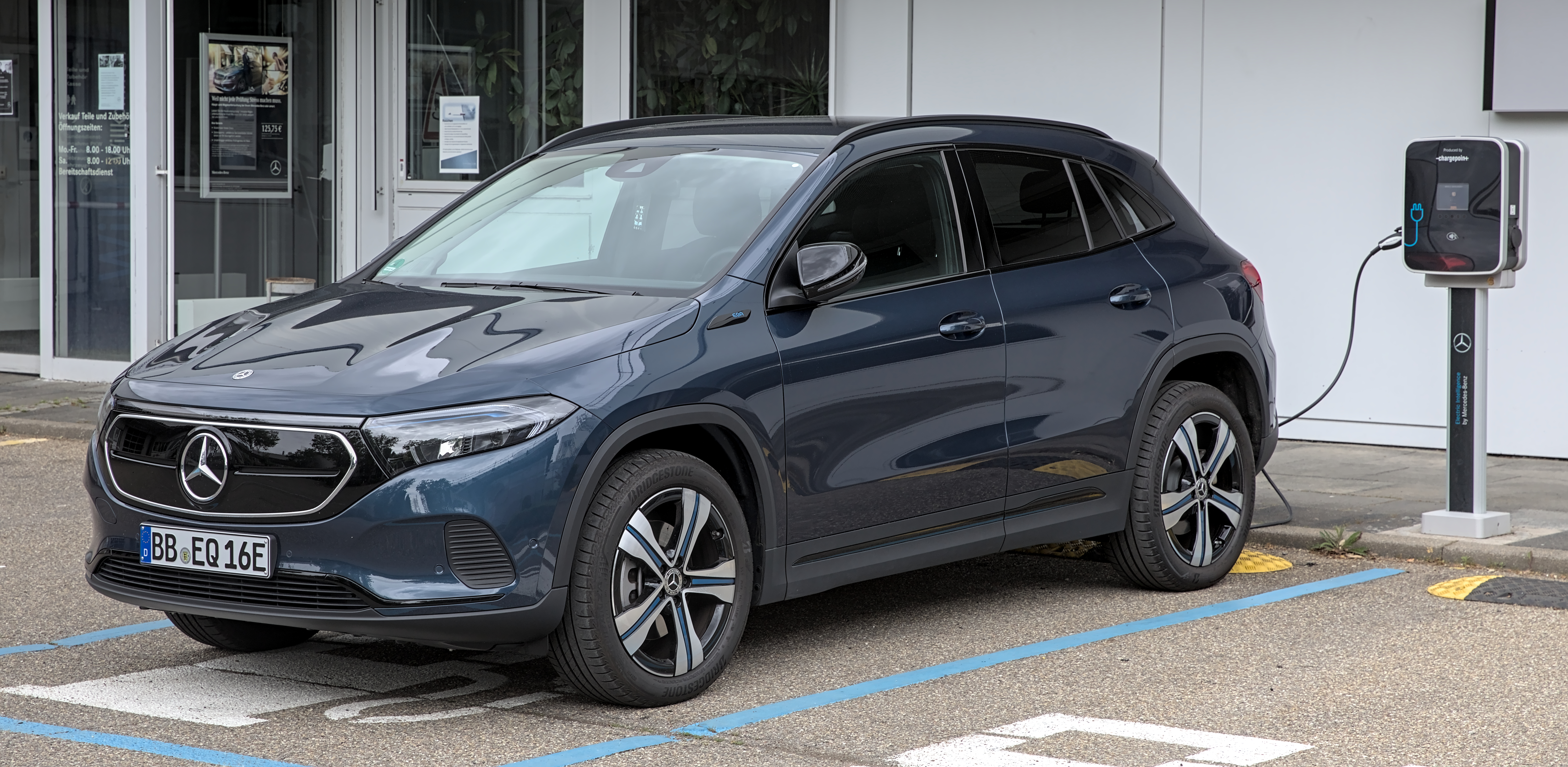
Mercedes-EQ EQA
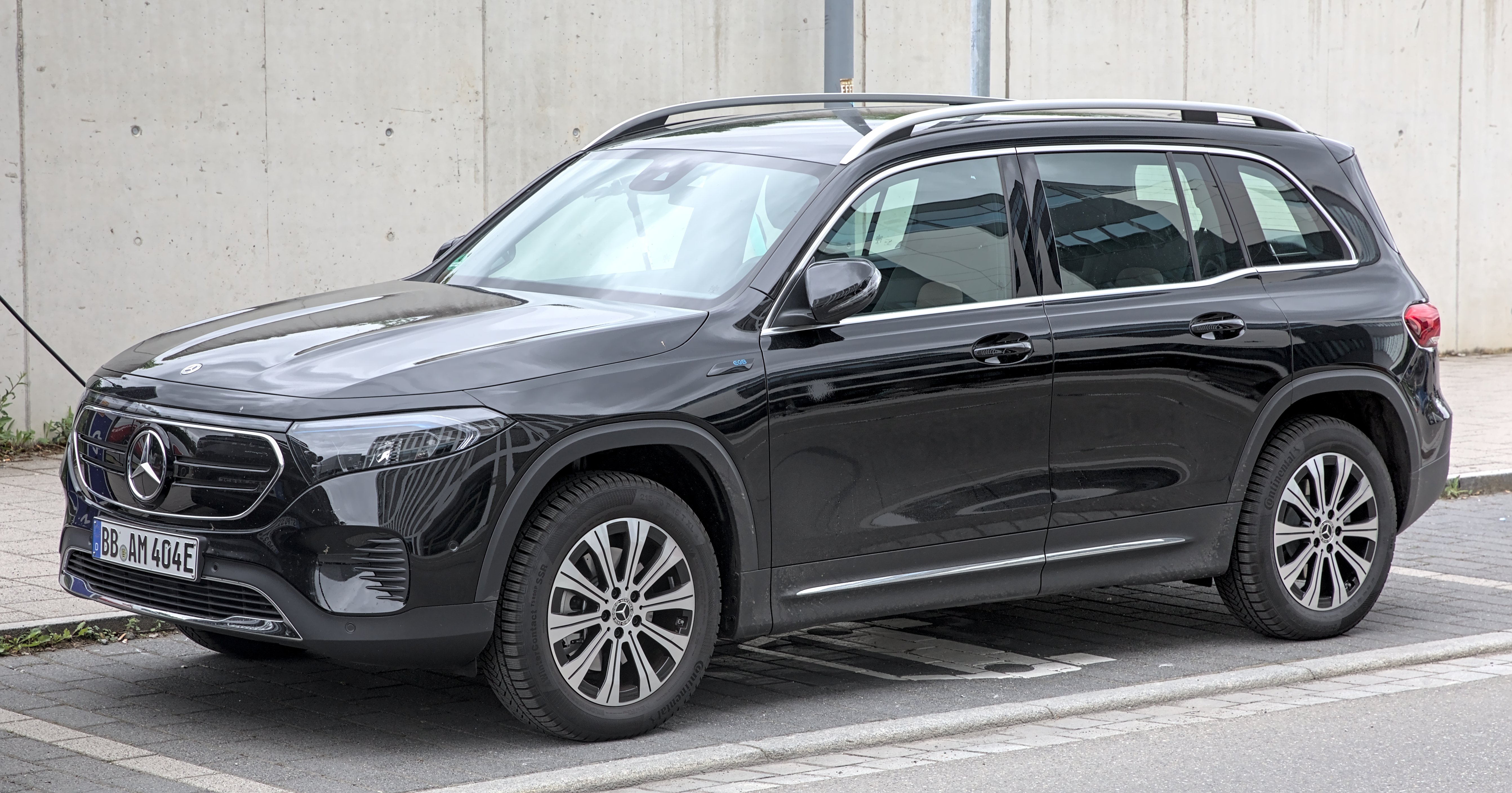
Mercedes-EQ EQB
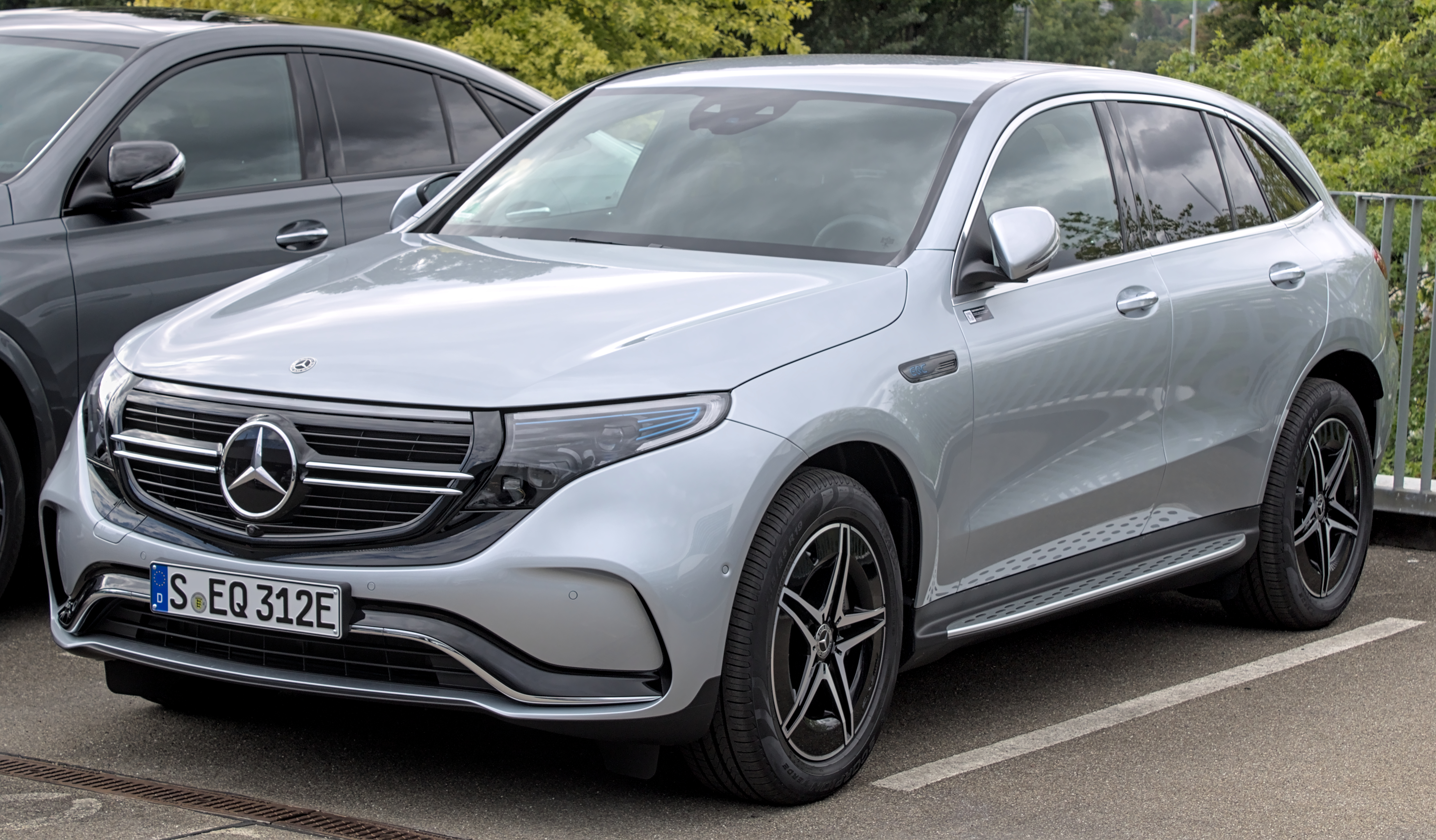
Mercedes-EQ EQC
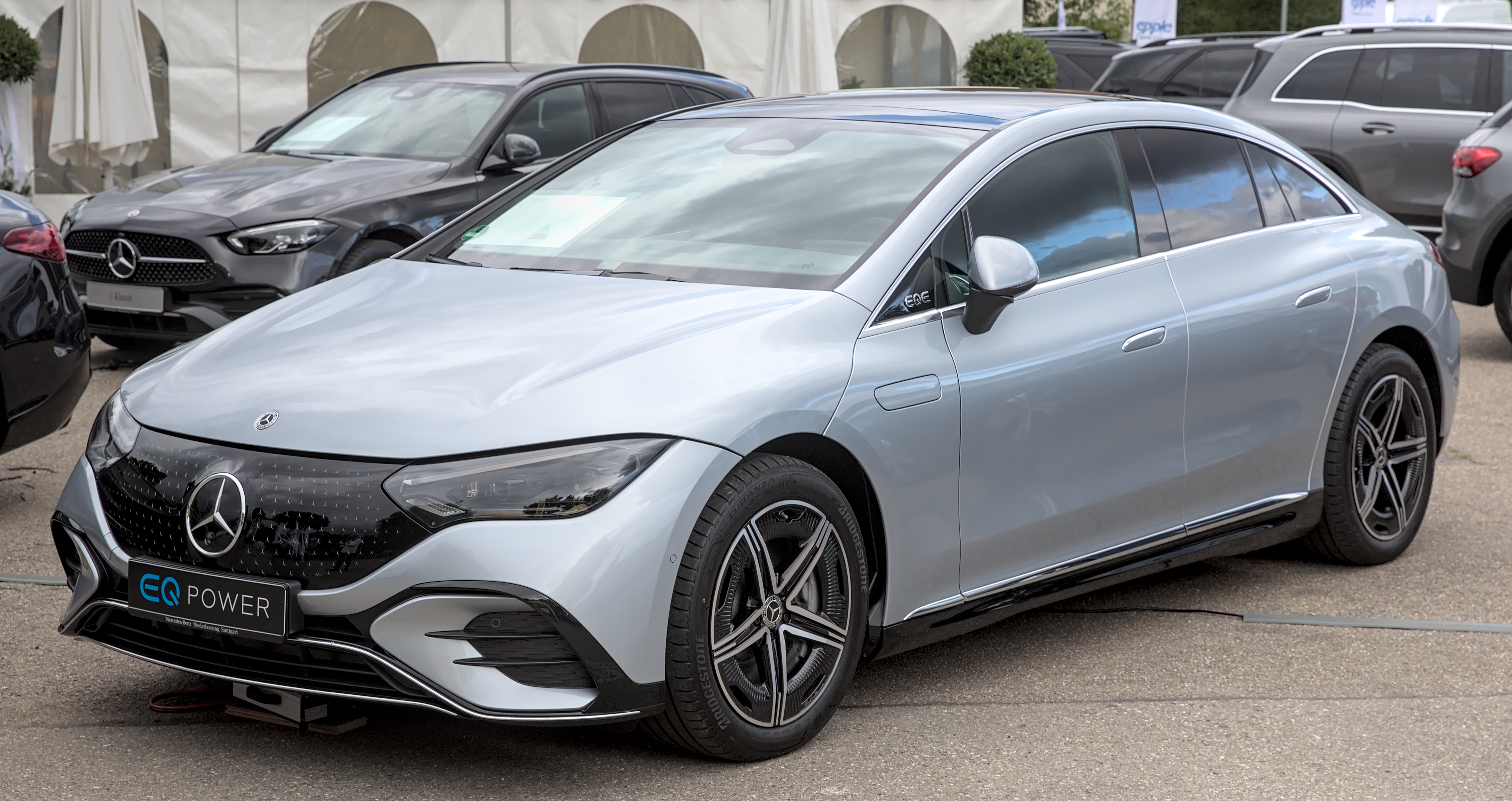
Mercedes-EQ EQE
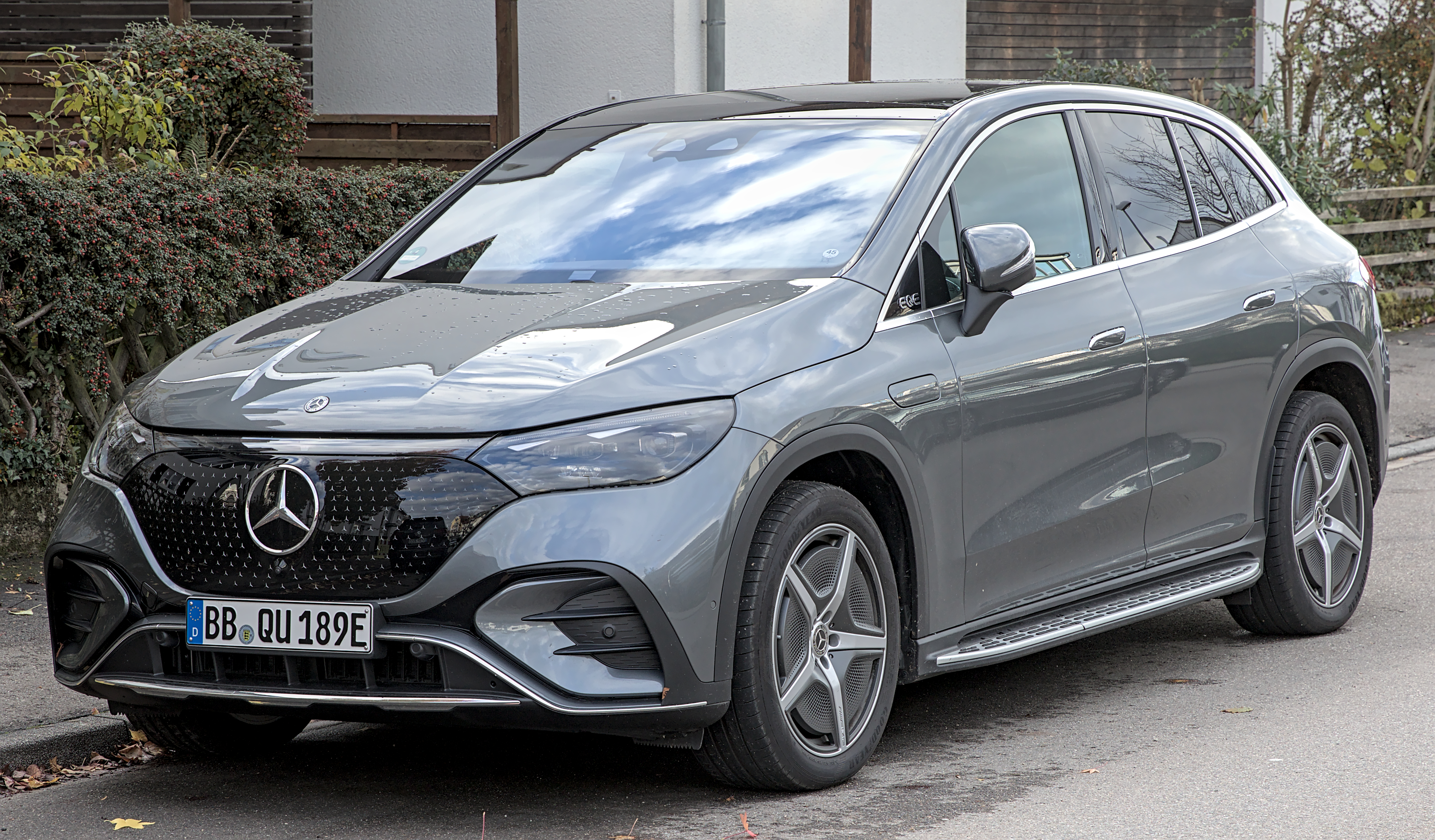
Mercedes-EQ EQE SUV
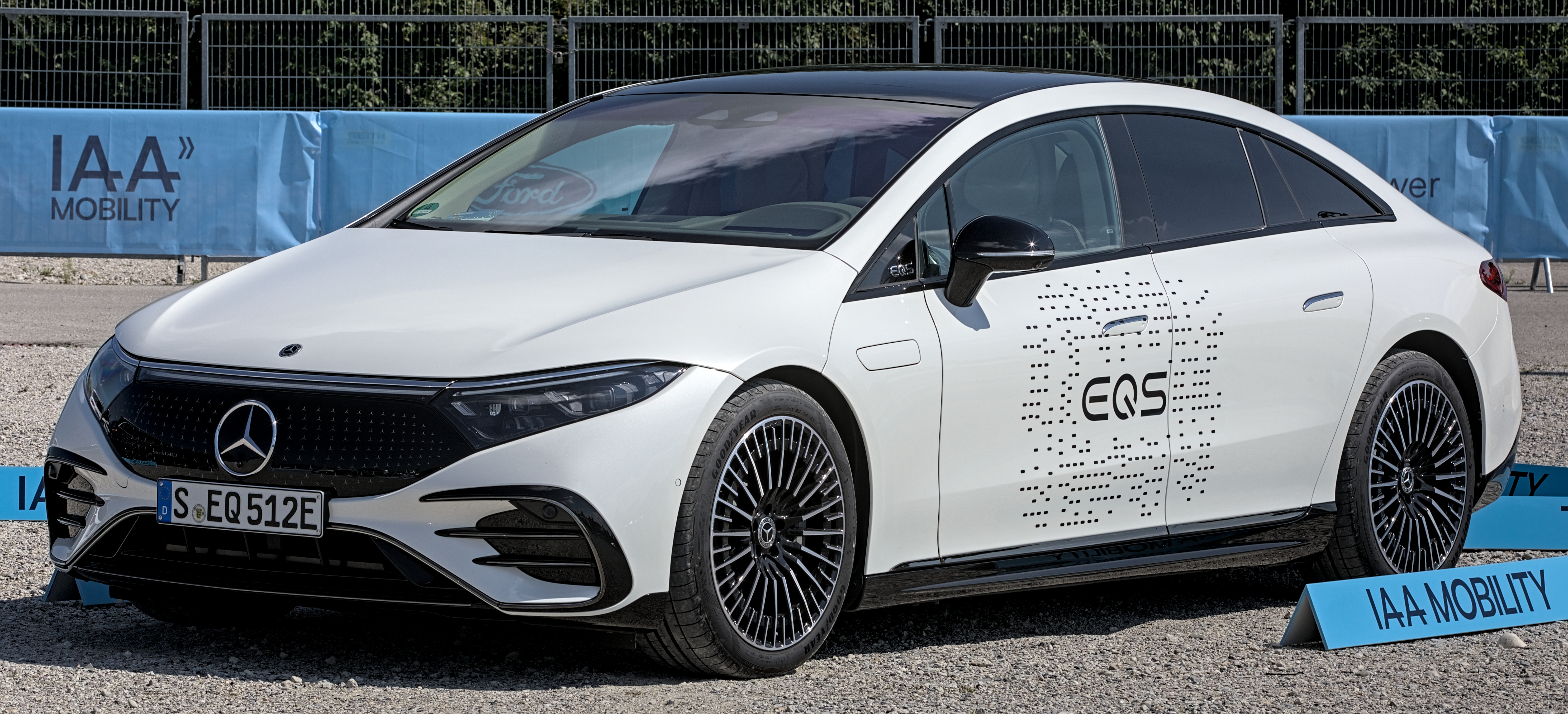
Mercedes-EQ EQS
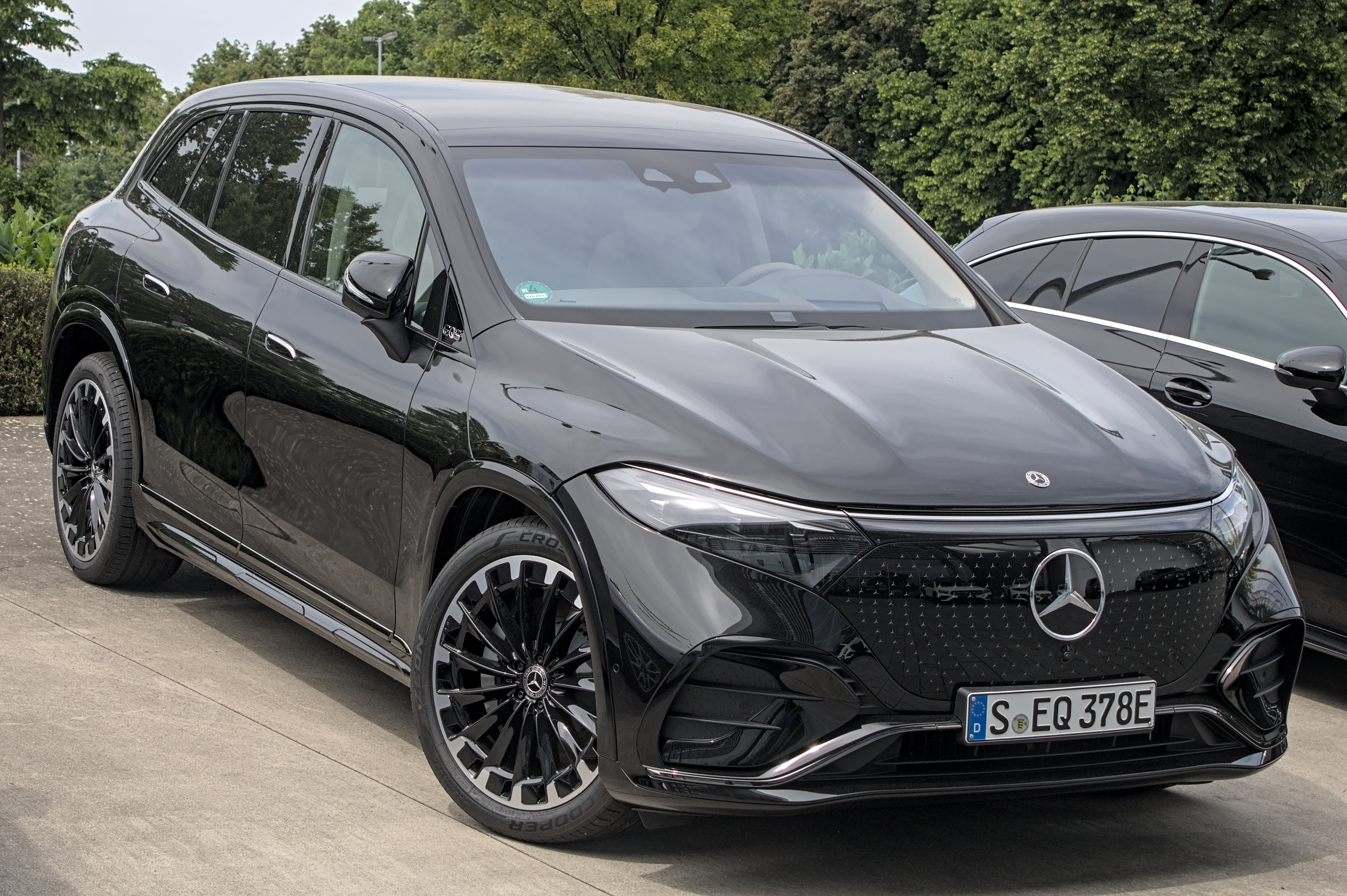
Mercedes-EQ EQS SUV
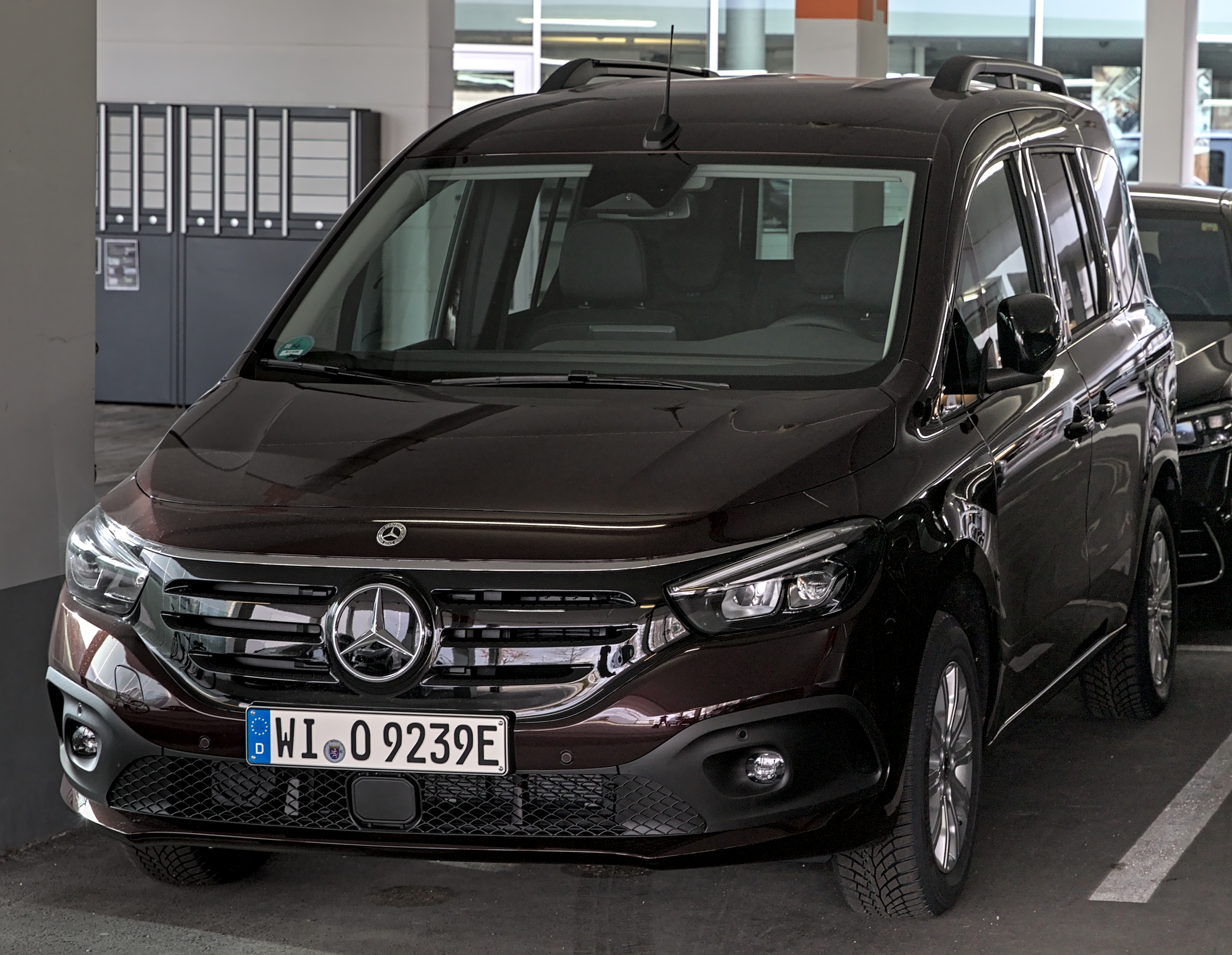
Mercedes-EQ EQT
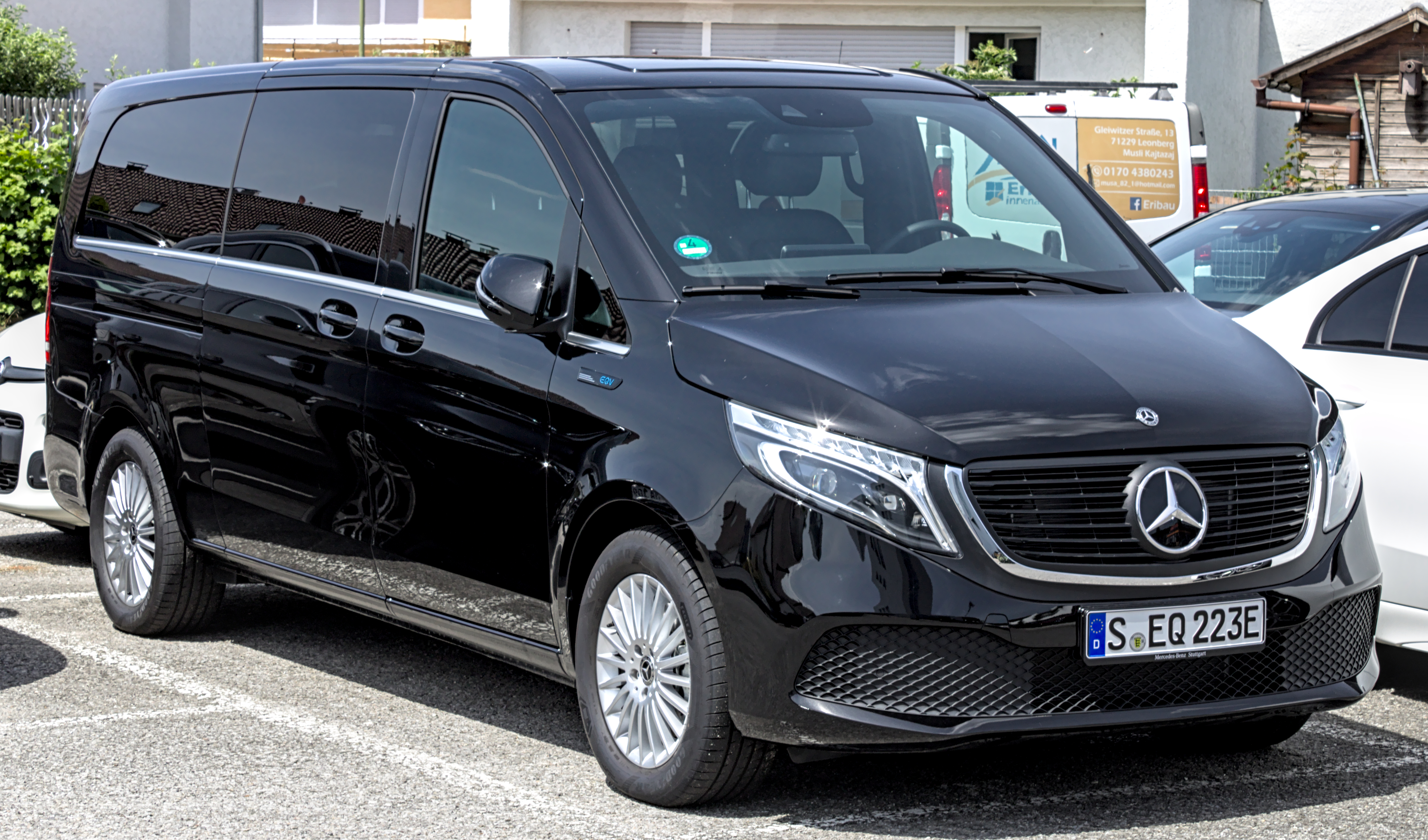
Mercedes-EQ EQV